# Max Régnier
Max Régnier (4 de diciembre de 1907 – 5 de agosto de 1993) fue un autor dramático, director y actor teatral de nacionalidad francesa.
Fue director del Teatro de la Porte Saint-Martin desde 1949 a 1969.

## Teatro
- 1944 : Eclats de rire, escenografía de Émile Audiffred, Théâtre des Célestins
- 1947 : Mort ou vif, de Max Régnier, escenografía de Christian-Gérard, Théâtre de l'Étoile (autor y actor)
- 1948 : Il vaux mieux en rire, escenografía de Émile Audiffred, Les Tournées Audiffred
- 1955 : Les Petites Têtes, de André Gillois y Max Régnier, escenografía de Fernand Ledoux, Théâtre Michel (coautor y actor)
- 1957 : Champagne et Whisky, de Max Régnier, escenografía del autor, Théâtre de la Renaissance (autor, director y actor)
- 1963 : Bonsoir Madame Pinson, a partir de Arthur Lovegrove, adaptación de Max Régnier y André Gillois, escenografía de Jean-Paul Cisife, Teatro de la Porte Saint-Martin (coadaptador)
- 1965 : Le Plus grand des hasards, de Max Régnier y André Gillois, escenografía de Georges Douking, Teatro de la Porte Saint-Martin (coautor y actor)

## Filmografía

### Cine
- 1935 : Les Conquêtes de César, de Léo Joannon
- 1936 : Le Coup de trois, de Jean de Limur
- 1936 : Les Croquignolle, de Robert Péguy
- 1937 : Monsieur Bégonia, de André Hugon
- 1938 : L'Héritage d'Onésime, de André Hugon[2]
- 1948 : Mort ou vif,de Jean Tedesco (también guionista)
- 1950 : L'Art d'être courtier, de Henri Verneuil (solamente coguionista)

### Televisión (como autor)
- 1979 : Au théâtre ce soir, Les Petites Têtes, de André Gillois y Max Régnier, dirección de Pierre Sabbagh
- 1981 : Au théâtre ce soir, Mort ou vif, dirección de Pierre Sabbagh